# Giovanni Spampinato
Giovanni Spampinato,  (Ragusa, 6 de noviembre de 1946 - Ibidem, 27 de octubre de 1972), fue un periodista de investigación italiano, que trabajó para el periódico L'Ora en Ragusa, Provincia de Ragusa, Sicilia, Italia. Llamó la atención sobre la conexión entre el mafioso Roberto Campria y un asesinato en febrero de 1972, antes de su propio asesinato, ocho meses más tarde.

## Personal
De niños, los hermanos Spampinato fueron influenciados por la política de su padre Peppino, que había luchado en Yugoslavia y era un comunista activo. Giovanni y su hermano Alberto Spampinato se convirtieron en periodistas. Giovanni Spampinato aceptó un trabajo en el periódico L'Ora después de graduarse en filosofía en la Universidad de Catania en 1969. Fue miembro del Partido Comunista Italiano y se postuló para un cargo político, pero perdió.

## Carrera
Giovanni Spampinato fue periodista de investigación en el periódico comunista L'Ora. Allí informó sobre los fascistas de Ragusa y Catania. Entre sus reportajes para L'Ora se encuentra una conexión entre la mafia siciliana con asesinatos, fue así como comenzó a informar sobre la persona que finalmente confesó haberlo asesinado. Mientras que su reportaje se centraba en la participación de Roberto Campria en la mafia, algunas personas creen que fue su denuncia de la supuesta participación de Campria en el asesinato de Angelo Tumino, un anticuario, lo que empujó a Campria a asesinarlo. En 2008, la familia Spampinato recibió una carta anónima e inédita sobre el motivo detrás del asesinato de Angelo Tumino el 25 de febrero de 1972: fue un acto de celos. Después de que Angelo Tumino fuera asesinado, Spampinato comenzó a investigar el asesinato y a profundizar en la mafia siciliana. Estaba investigando la participación de Roberto Campria en la mafia y su conexión con el asesinato de Tumino. Durante este tiempo, filtró información sobre la mafia con gran detalle.
L'Ora finalmente dejó de publicarse en 1992 después de haber estado presente desde principios del siglo XX.

## Muerte
Robert Campria se enfrentó a Giovanni Spampinato a la vuelta de la esquina de una prisión en Ragusa, Italia, y Campria le disparó seis veces con un revólver Smith & Wesson mientras Spampinato estaba dentro de su Fiat Cinquecento blanco, poco antes de las 11 p. m. del 27 de octubre de 1972.  Campria luego fue a prisión y confesó el asesinato.  Dijo que actuó de rabia debido a que Spampinato lo acusó falsamente de su trabajo con la Mafia.  Aunque Campria fue sentenciado originalmente a 24 años, su sentencia se redujo a 14 años en apelación, pero solo cumplió ocho años.

## Contexto

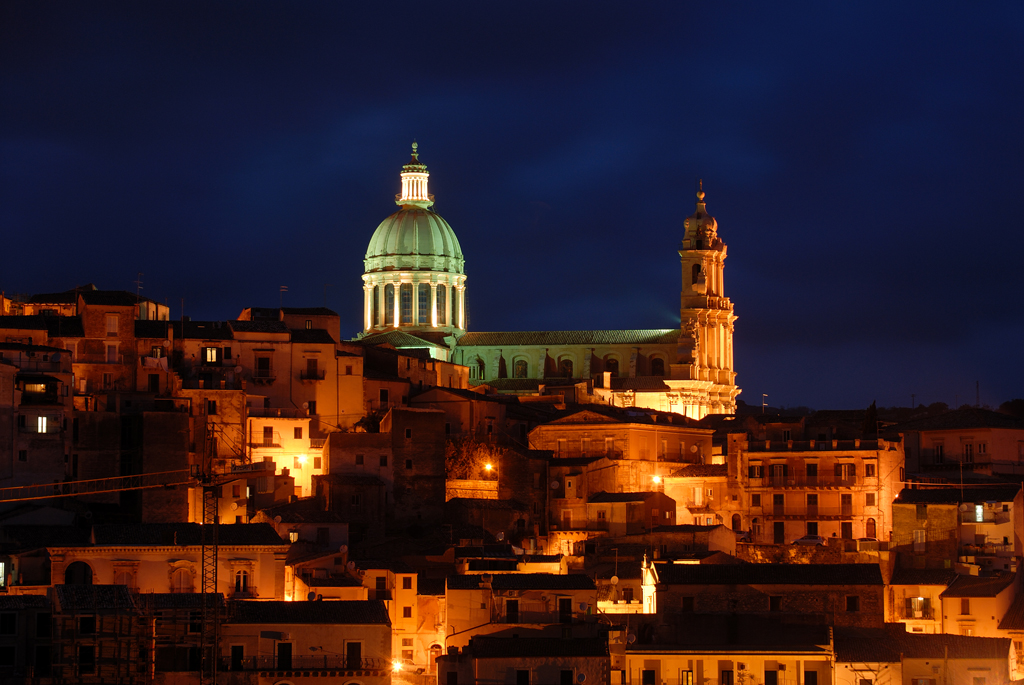
La ciudad de Ragusa, Italia, por la noche.

La mafia siciliana, también conocida como Cosa Nostra ("Nuestra cosa"), no solo asesinó a Spampinato sino a otros 12 periodistas.  Cosimo Cristina fue asesinado en 1960 en las vías del ferrocarril por la mafia.  Mauro De Mauro desapareció en 1970 después de descubrir detalles sobre la muerte del político Enrico Mattei .  Cristina, De Mauro y Spampinato trabajaron también en L'Ora .  Este periódico, bajo el liderazgo de Vittorio Nisticò, publicó información contra la mafia.  Otros periodistas asesinados por la mafia siciliana fueron Giuseppe Impastato , asesinado en 1978, Carmine "Mino" Pecorelli en 1979, Mario Francese en 1979, Giuseppe Fava en 1984, Giancarlo Siani en 1985, Mauro Rostagno en 1988, y Beppe Alfano en 1993. Esos periodistas trabajaban principalmente a nivel local y no eran conocidos a nivel nacional.

## Impacto
Alberto Spampinato, inspirado en el asesinato de su hermano, fundó Ossigeno per l'informazione Osservatorio (Observatorio Oxígeno para la información) que está en línea con Freedom House y Reporteros sin Fronteras y supervisa el entorno periodístico en Italia y la seguridad.

## Reacciones
Alberto Spampinato, periodista de la agencia de noticias Ansa y coautor de Vite ribelli , describe a su hermano como: "Un niño delgado, flaco, que por su aspecto parecía suave e inofensivo.  Detrás de sus gafas para la miopía, sus ojos brillaban con curiosidad y emergen la inteligencia y el deseo ".
Algunos periódicos locales lo describieron como "un torturador", "un comunista cegado por el odio de la clase" que había comenzado a atacar a "ese tipo de una buena familia", destruyendo su vida y reputación.  Después de la muerte de Spampinato, comenzó a ser reconocido como un periodista que fue asesinado mientras hacía su labor.

## Premios y reconocimiento
En 2007, los Premios de Periodismo de Saint-Vincent presentaron un Premio póstumo Especial del Jurado, a Giovanni Spampinato.
Cada año, la ciudad de Ragusa patrocina un foro sobre Spampinato y los hechos que rodearon su asesinato.

## Medios sobre Spampinato
- C'erano bei cani ma molto seri (2009)[15]
- L'ora di Spampinato (2012 película)[17][18]